# Dominik Fitz
Dominik Fitz (* 16. Juni 1999 in Wien) ist ein österreichischer Fußballspieler.

## Karriere

### Verein
Fitz begann seine Karriere beim SV Langenzersdorf. 2006 kam er in die Jugend des FK Austria Wien, bei dem er später auch in der Akademie spielte. Im März 2016 debütierte er für die Amateure der Austria in der Regionalliga, als er am 17. Spieltag der Saison 2015/16 gegen die SV Oberwart in der 71. Minute für Marko Kvasina eingewechselt wurde. Seinen ersten Treffer konnte er im April 2016 gegen den SC Neusiedl am See erzielen. Im Mai 2016 erzielte er gegen den SC-ESV Parndorf 1919 zudem erstmals zwei Tore in einem Spiel in der Regionalliga.
Nach über 40 Spielen für die Amateure der Austria stand er im März 2018 gegen den Wolfsberger AC auch erstmals im Profikader. Sein Debüt für die Profis in der Bundesliga gab er im selben Monat, als er am 28. Spieltag der Saison 2017/18 gegen den SCR Altach in der 73. Minute für Christoph Monschein eingewechselt wurde. Am 36. Spieltag erzielte Fitz beim 4:0-Sieg gegen den FC Red Bull Salzburg seinen ersten Bundesligatreffer.
In der Saison 2018/19 musste er aufgrund eines Muskelfaserrisses und eines Knochenödems mehrere Wochen pausieren. Im Juni 2020 zog sich Fitz einen Riss des Syndesmosebandes im Sprunggelenk zu und fiel mehrere Monate aus. Anfang Februar 2022 unterzog sich Fitz in der Privatklinik Döbling einer Routine-Operation am Sprunggelenk, bei der Platten von einer früheren Verletzung entfernt wurden, und erlitt dabei durch einen Kurzschluss bei einem Wärmegerät starke Verbrennungen am Rist. Ende März 2022 verlängerte Fitz seinen Vertrag bei der Wiener Austria vorzeitig bis Sommer 2026.

### Nationalmannschaft
Fitz spielte im Februar 2015 erstmals für eine österreichische Jugendnationalauswahl. Im März 2016 debütierte er gegen Island für die U-17-Auswahl. Mit dieser nahm er im selben Jahr auch an der Europameisterschaft teil, bei der man im Viertelfinale an Portugal scheiterte. Fitz kam während des Turniers in allen vier Spielen der Österreicher zum Einsatz.
Im September 2016 spielte er gegen Belgien erstmals für die U-18-Auswahl. Im August 2017 kam er gegen Norwegen zu seinem ersten Einsatz für die U-19-Mannschaft. Im März 2019 spielte er gegen Norwegen erstmals für die U-20-Auswahl.
Sein Debüt für die U-21-Mannschaft gab er im Oktober 2019 gegen die Türkei.